# Leonardo Farah Shahin
Leonardo Farah Shahin (in arabo ليوناردو فرح شاهين‎?; 10 agosto 2003) è un calciatore libanese con cittadinanza svedese, attaccante del Falkenberg e della nazionale libanese.

## Biografia
È nato in Svezia da genitori libanesi.

## Carriera

### Club
Shahin ha iniziato la sua carriera con l'IFK Uddevalla dove ha debuttato in Division 2 nel 2018. Nel 2020 è stato acquistato dall'Häcken con cui ha esordito in Allsvenskan il 3 ottobre nei minuti finali dell'incontro vinto 3-0 contro il Falkenberg. Al termine della stagione ha firmato il suo primo contratto professionistico.
Nel settembre del 2021 è stato ceduto in prestito all'AFC Eskilstuna, ed il 14 febbraio 2022 è passato con la stessa formula al Qviding. Il 6 gennaio 2023 ha lasciato a titolo definitivo il club giallonero ed ha firmato un contratto con il Falkenberg.

### Nazionale
Nel 2021 ha giocato due incontri con la Svezia Under-18.
Nel marzo del 2024 ha ricevuto la prima convocazione da parte della nazionale libanese per un incontro di qualificazione per i Mondiali 2026 contro l'Australia. Ha debuttato l'11 giugno seguente contro il Bangladesh.

## Statistiche

### Presenze e reti nei club
Statistiche aggiornate all'11 giugno 2024.
| Stagione        | Squadra         | Campionato      | Campionato | Campionato | Coppe nazionali | Coppe nazionali | Coppe nazionali | Coppe continentali | Coppe continentali | Coppe continentali | Altre coppe | Altre coppe | Altre coppe | Totale | Totale | Totale |
| Stagione        | Squadra         | Comp            | Pres       | Reti       | Comp            | Pres            | Reti            | Comp               | Pres               | Reti               | Comp        | Pres        | Reti        | Pres   | Reti   |        |
| --------------- | --------------- | --------------- | ---------- | ---------- | --------------- | --------------- | --------------- | ------------------ | ------------------ | ------------------ | ----------- | ----------- | ----------- | ------ | ------ | ------ |
| 2018            | IFK Uddevalla   | D2              | 1          | 0          | CS              | 0               | 0               |                    | -                  | -                  |             | -           | -           | 1      | 0      |        |
| 2020            | Häcken          | A               | 1          | 0          | CS              | 2               | 0               |                    | -                  | -                  |             | -           | -           | 3      | 0      |        |
| 2021            | AFC Eskilstuna  | S1              | 2          | 0          | CS              | 0               | 0               |                    | -                  | -                  |             | -           | -           | 2      | 0      |        |
| 2022            | Qviding         | D1              | 28         | 12         | CS              | 0               | 0               |                    | -                  | -                  |             | -           | -           | 28     | 12     |        |
| 2023            | Falkenberg      | D1              | 29+2       | 11+0       | CS              | 2               | 2               |                    | -                  | -                  |             | -           | -           | 33     | 13     |        |
| 2024            | Falkenberg      | D1              | 11         | 3          | CS              | 0               | 0               |                    | -                  | -                  |             | -           | -           | 11     | 3      |        |
| Totale carriera | Totale carriera | Totale carriera | 72         | 26         |                 | 4               | 2               |                    | -                  | -                  |             | -           | -           | 76     | 28     |        |

### Cronologia presenze e reti in nazionale
| Cronologia completa delle presenze e delle reti in nazionale ― Libano | Cronologia completa delle presenze e delle reti in nazionale ― Libano | Cronologia completa delle presenze e delle reti in nazionale ― Libano | Cronologia completa delle presenze e delle reti in nazionale ― Libano | Cronologia completa delle presenze e delle reti in nazionale ― Libano | Cronologia completa delle presenze e delle reti in nazionale ― Libano | Cronologia completa delle presenze e delle reti in nazionale ― Libano | Cronologia completa delle presenze e delle reti in nazionale ― Libano |
| Data                                                                  | Città                                                                 | In casa                                                               | Risultato                                                             | Ospiti                                                                | Competizione                                                          | Reti                                                                  | Note                                                                  |
| --------------------------------------------------------------------- | --------------------------------------------------------------------- | --------------------------------------------------------------------- | --------------------------------------------------------------------- | --------------------------------------------------------------------- | --------------------------------------------------------------------- | --------------------------------------------------------------------- | --------------------------------------------------------------------- |
| 11-6-2024                                                             | Sydney                                                                | Libano                                                                | 4 – 0                                                                 | Bangladesh                                                            | Qual. Mondiali 2026                                                   | -                                                                     | 61’                                                                   |
| Totale                                                                |                                                                       | Presenze                                                              | 1                                                                     |                                                                       | Reti                                                                  | 0                                                                     |                                                                       |

## Palmarès

### Club

#### Competizioni nazionali
- Ettan: 1

Falkenberg: 2024 (Södra)